# Anne de Husson
Anne de Husson (1475-1540), était la fille de Charles de Husson, comte de Tonnerre, seigneur de Saint-Aignan, de Selles-sur-Cher, et d'Antoinette de La Trémoille.

## Biographie
Elle se maria à Bernardin de Clermont (1440-1522), vicomte de Tallard, seigneur de Saint André de Royans, de Montrevel, de La Bastie d'Albanais, de Paladru, de Virieu, issu des Clermont.
Elle apporta à son mari les seigneuries de Husson, d'Ancy-le-Franc, de Laignes, de Cruzy, de Chassignelles, de Ravières, de Selles-sur-Cher (St-Aignan passant aux Beauvilliers par sa sœur Louise de Husson). Elle hérita le comté de Tonnerre de son neveu Louis IV de Husson en 1537, puis le transmit à Louise de Clermont duchesse d'Uzès, sa fille, en 1540 (cette dernière le fit passer à sa mort en 1596 à la descendance de son frère Antoine, vicomte de Tallard, baron puis comte de Clermont-en-Viennois, vicomte de Clermont-en-Trièves).
Elle fut enterrée dans l'église de l'Hôpital de Tonnerre (Yonne).